# Potentinus
Pour les articles homonymes, voir Potentin et Potentien.
Potentinus est un saint de l'Église catholique du IVe siècle. Il vivait avec ses deux fils, Félicius et Simplicius, eux aussi désignés saints.

## Hagiographie
Vivant au IVe siècle, Potentinus est membre d'une famille noble originaire d'Aquitaine en Gaule. Lui et ses fils, Félicius et Simplicius, participent à un pèlerinage à Trèves (Augusta Treverorum), en Gaule belgique. Maximin de Trèves, l'évêque leur conseille de s'installer à Treis-Karden pour vivre en communions avec Dieu. Une fois sur place, ils se joignent à Castor de Karden, pour fonder une communauté monastique qui perdurera plusieurs siècles. Aujourd'hui encore, il en demeure la maison Korbisch, la collégiale Saint Castor et l'abbaye de Karden. Potentinus et ses fils resteront à Treis-Karden jusqu'à leur mort. 
Ce qui fait de lui un saint est une autre version de sa Vie qui indique que Potentinus est le fils d'un roi païen franc. Convertit au christianisme, il devient diacre puis évêque de Paderborn. Alors qu'il essaie de libérer sa sœur, devenue chrétienne elle-aussi, du joug familial encore païen, il est agressé. Percé de flèches, il est décapité et meurt finalement en martyr. 

La basilique de l'abbaye de Steinfeld lui est dédiée. Le reliquaire de Potentinus, aujourd'hui au musée du Louvre, s'y trouvait auparavant.

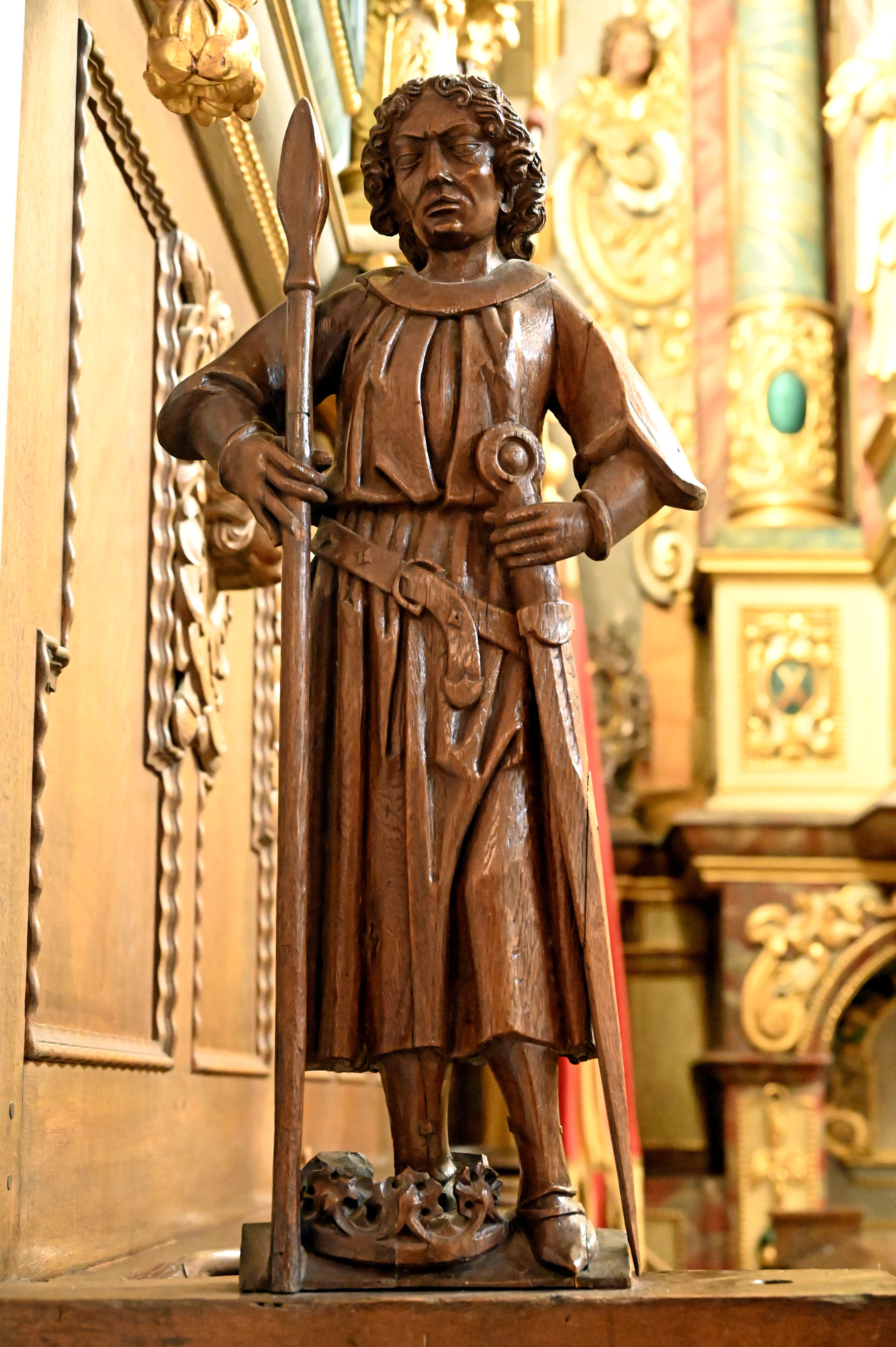
Potentinus, statue en bois, basilique de Steinfeld.
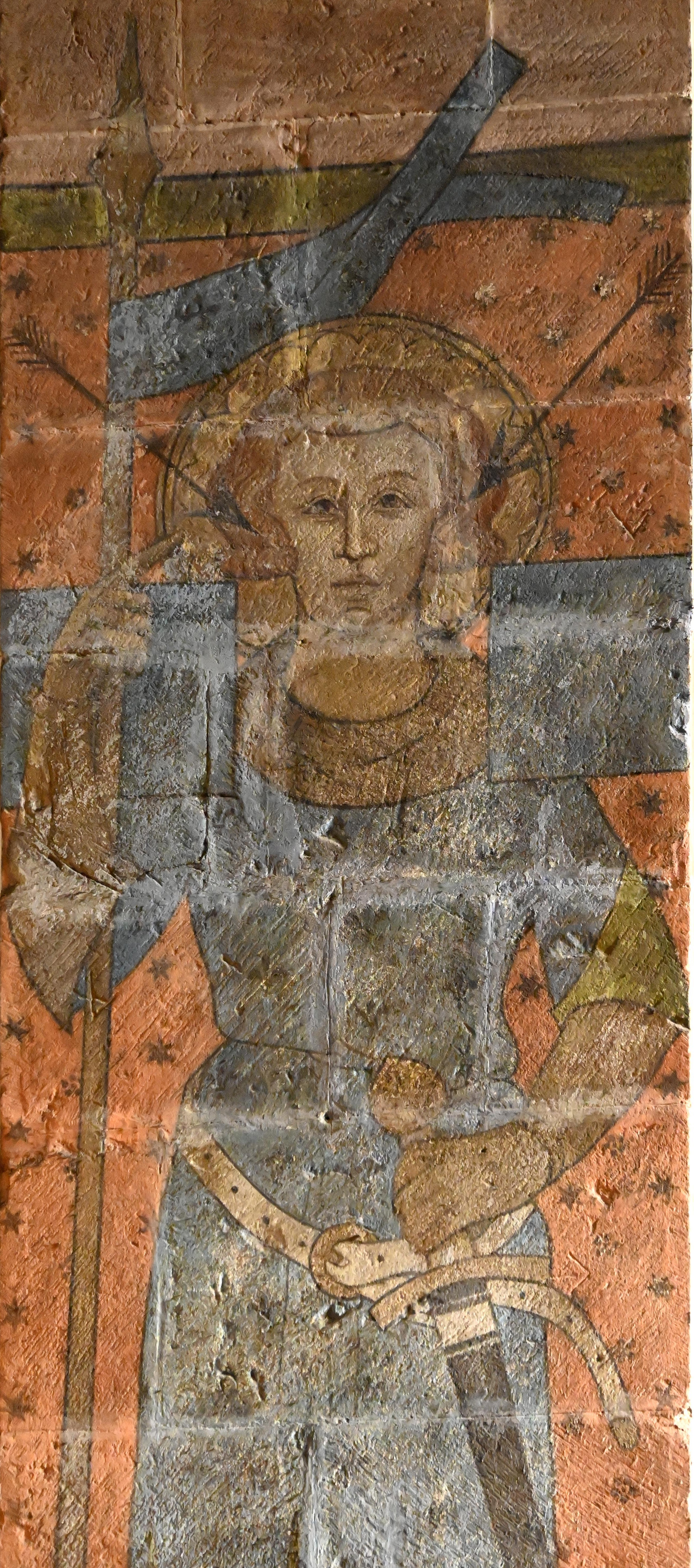
Potentinus, fresque, basilique de Steinfeld.
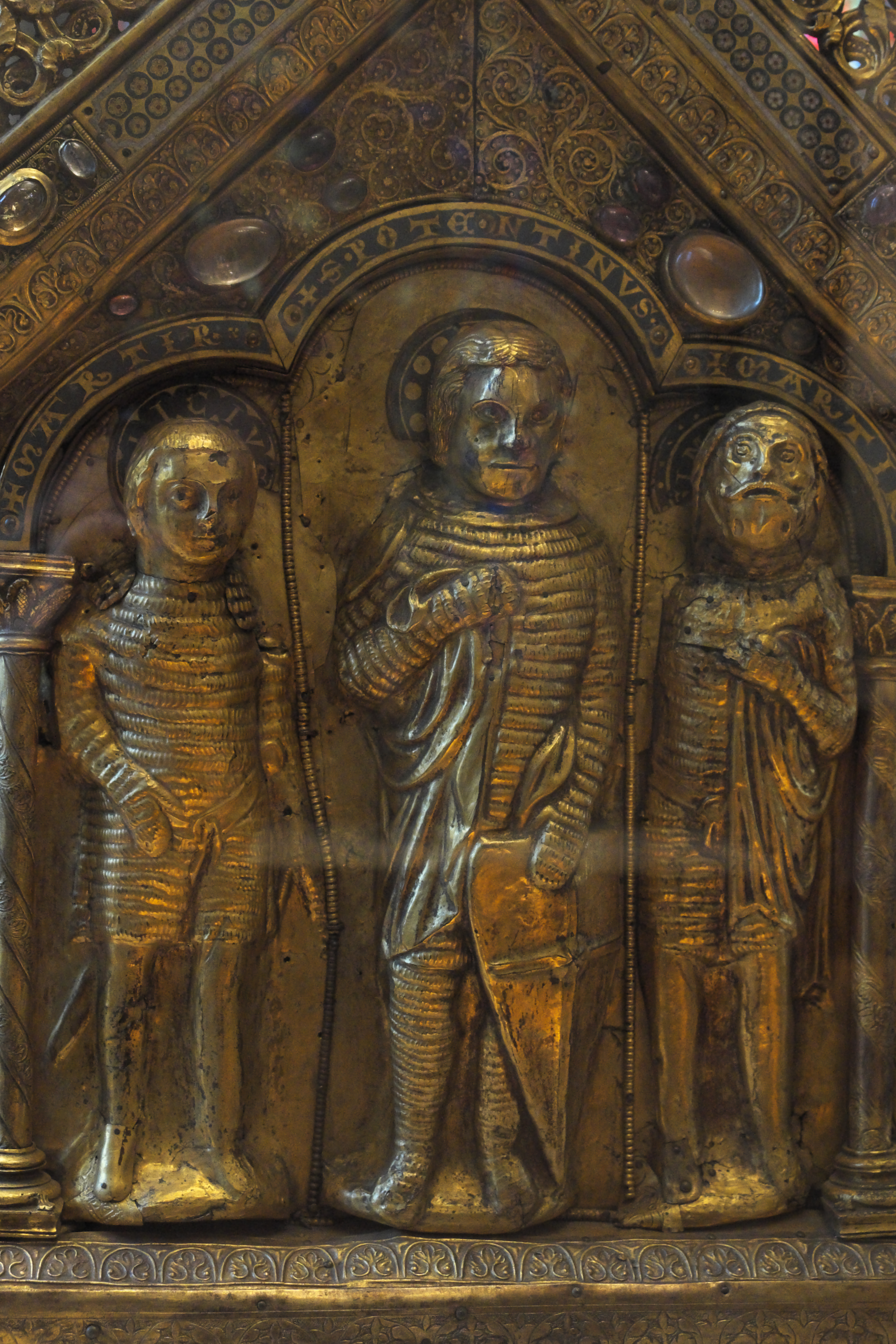
Potentinus et ses fils sur l'un des côtés du reliquaire de Potentinus exposé au musée du Louvre.

## Source
- (de) Cet article est partiellement ou en totalité issu de l’article de Wikipédia en allemand intitulé « Potentinus » (voir la liste des auteurs).

1. ↑  (de) « Potentinus von Steinfeld - Ökumenisches Heiligenlexikon », sur www.heiligenlexikon.de (consulté le 26 mars 2020)

### Articles liés
- Reliquaire de Potentinus
- Castor de Karden
- Maximin de Trèves
- Basilique de Steinfeld
- Miles Christi (en)